# Ryan Adams

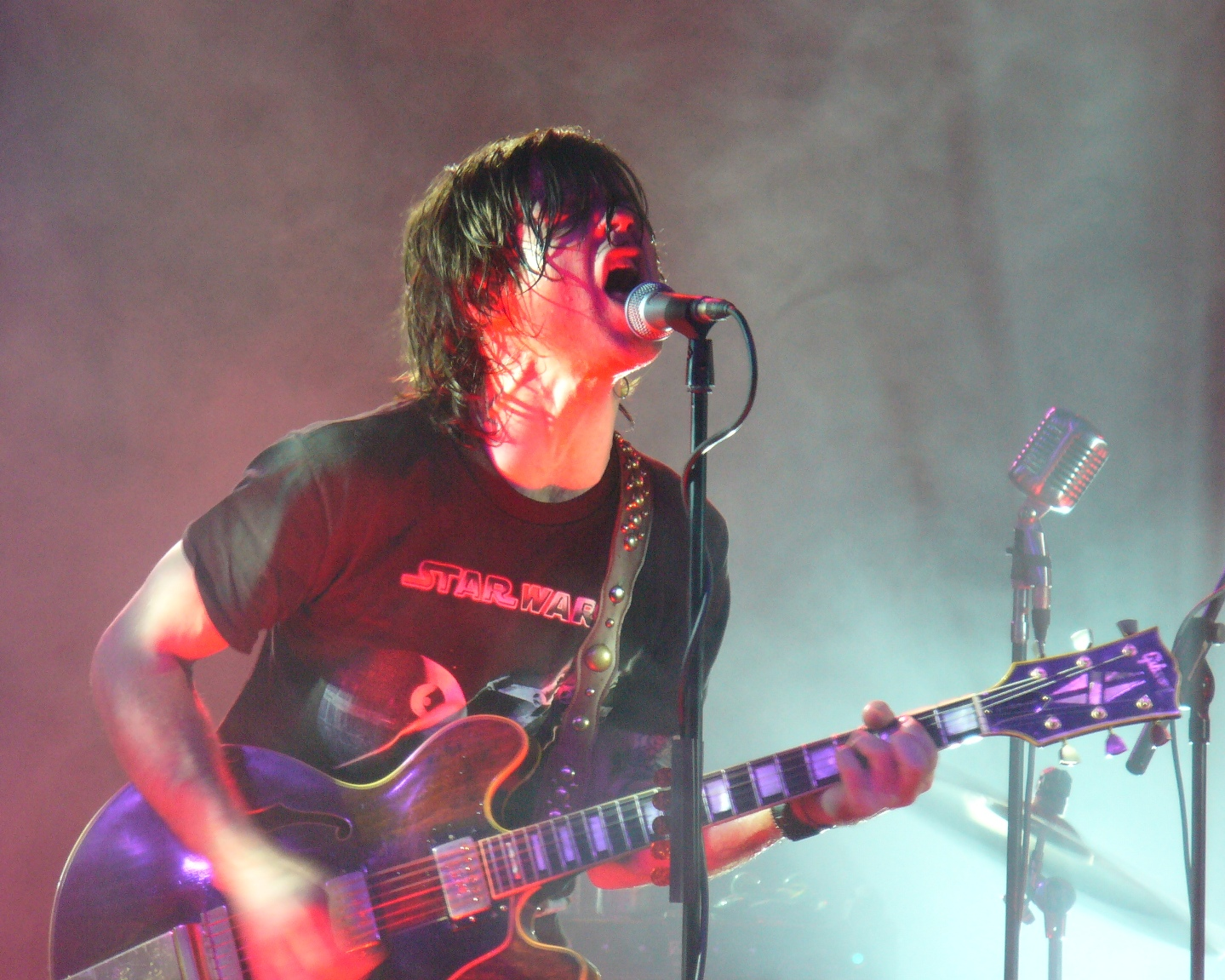
Ryan em 2006.

David Ryan Adams (Jacksonville, 5 de novembro de 1974) é um cantor e compositor norte-americano.

## Carreira
Sua primeira incursão na vida musical foi na escola com a banda punk Patty Duke Syndrome, que era influêncida por Dead Kennedys e Sonic Youth. No entanto, após sua primeira decepção amorosa, procurou um gênero musical em que poderia encarnar seus sentimentos. Neste espírito, formou a banda Whiskeytown em 1994 com Caitlin Cary, Phil Wandscher, Eric "Skillet" Gilmore e Steve Grothman.
Após apenas dois álbuns com a banda Whiskeytown, Faithless Street e Stranger's Almanac,  caracterizado por mudanças pessoais, o grupo começou a desintegrar-se, em grande parte devido as diferenças pessoais e artísticas, e parte devido a uma incapacidade de oferecer aos fãs um bom show devido ao do uso de álcool e drogas excessivas. Após um período de introspecção, Adams  começou a trabalhar nas suas próprias canções e aperfeiçoar sua música, por horas e horas, em bares com os amigos Gillian Welch e David Rawlings.
Impulsionado emocionalmente com o término de um namoro, Adams grava o seu primeiro disco solo no outono de 2000, o Heartbreaker, gravado em colaboração com Ethan Johns, com quem já havia trabalhado na época do Whiskeytown.
Em 10 de março de 2009, casou-se com a atriz e cantora Mandy Moore. Em 2016 anunciaram o divórcio
Seu último trabalho, o disco Prisoner, foi lançado em fevereiro de 2017.

## Álbuns
- Heartbreaker (2000)
- Gold (2001)
- Demolition (2002)
- Rock N Roll (2003)
- Love Is Hell (2004)
- Cold Roses (com The Cardinals) (2005)
- Jacksonville City Nights (comThe Cardinals) (2005)
- 29 (2005)
- Easy Tiger (com The Cardinals, mas saiu como disco solo) (2007)
- Follow the Lights (com The Cardinals) (2007)
- Cardinology (com The Cardinals) (2008)
- Orion (edição limitada) (2010)
- Cardinals III/IV (fall 2010)
- Blackhole (fall 2010)
- Ashes & Fire (2011)
- Live After Deaf (2012)
- Ryan Adams (2014)
- 1984 (2014)
- 1989 (2015)
- Prisoner (2017)